# O2 (Hillerød)
De O2 of Ringvej 2 (Nederlands: Ringweg 2) is een ringweg om de Deense stad Hillerød. De weg vormt een volledige ringweg om de stad. Over de hele lengte lopen andere wegen mee met de O2. In het noordoosten de Primærrute 19, in het zuidoosten de Primærrute 6 en in het westen de Primærrute 16.
De gehele O2 bestaat uit twee rijstroken gelegen op één rijbaan (1x2). Alleen bij enkele afritten is een middenberm aanwezig. Op het zuidelijke deel na is de O2 uitgevoerd als ongelijkvloerse autoweg.